# Hemiceras pohli
Hemiceras pohli är en fjärilsart som beskrevs av William Schaus 1921. Hemiceras pohli ingår i släktet Hemiceras och familjen tandspinnare. Inga underarter finns listade i Catalogue of Life.